# Bonbons en gros
Bonbons en gros est un téléfilm français de François Dupont-Midi diffusé en 1982.

## Synopsis
Paul, un bon gros trentenaire, Ronny Coutteure, travaille dans une usine de bonbons, vit chez sa mère, fabrique des modèles réduits et fait partie du club local des 100 kilos. 
Secrètement amoureux de Jeannette,  Christine Pascal , une collègue de travail à qui il n'ose déclarer sa flamme, il voit son quotidien bouleversé par l'arrivée d'une nouvelle ouvrière,Chantal,  Chantal Neuwirth, qu'il est obligé de former malgré un premier contact explosif. 
Chantal, obsédée par son poids, se force à des régimes terribles pour essayer en vain de maigrir alors que Paul, bien que complexé par son poids, continue de s'empiffrer en toutes occasions.
Pour couronner le tout, Chantal se lie d'amitié avec Jeannette et commence une relation avec son collègue et seul ami, Jean-Pierre, Jean-Michel Dupuis.
Par suite d'un quiproquo, une guerre ouverte va se déclarer où tous les coups seront permis à tel point que Chantal sera  hospitalisée à la suite d'un évanouissement dû à son régime trop sévère et à leur guerre incessante. 
Après une conversation avec Jeannette, Paul va culpabiliser et tenter de faire la paix.

## Distribution
- Ronny Coutteure : Paul Leleu
- Chantal Neuwirth : Chantal Dupré
- Christine Pascal : Jeannette
- Laure Duthilleul : Mireille
- Jean-Michel Dupuis : Jean-Pierre
- Jenny Clève : maman de Paul